# Horazmija (satrapija)
Horazmija (perz. Uvârazmiya) je bila satrapija drevnog Perzijskog carstva a kasnije nezavisno kraljevstvo, koje je obuhvaćalo područje u današnjem Uzbekistanu uz rijeku Amu-Darja, južno od Aralskog jezera. Radi se o vrlo plodnom području, za koje se pretpostavlja kako je u antičko doba bilo još plodnije jer je Amu-Darja nosila veće količine vode. Također, postoje indicije kako se jedan odvojak rijeke slijevao u Kaspijsko jezero. Arheološki nalazi pokazuju kako postoje ostaci drevnih sustava za navodnjavanje koji datiraju iz 5. tisućljeća pr. Kr.
Postoje dvije indikacije kako su u Horazmiji postojala kraljevstva u kasnom brončanom dobu, odnosno u 13. stoljeću pr. Kr. Prva je kako se u kronologiji spominje postojanje „horazmijski period“ koji datira od 1292. pr. Kr., a druga su zapisi na avestanskom jeziku iz 14. ili 13. stoljeća pr. Kr. koji spominju Zaratustru kao zaštitnika horazmijskog kralja Histaspa. Iz ovog perioda postoji vrlo malo povijesnih podataka, no poznato je kako je drevna Horazmija imala dva glavna grada koja su pronađena arheološkim istraživanjima; Toprak-Kala i Dzanbas-Kala.
Horazmija je prije 522. pr. Kr. postala dijelom Perzijskog Carstva, budući kako se spominje na Behistunskim natpisima kralja Darija Velikog (522. – 486. pr. Kr.) koji su uklesani 520. pr. Kr. što svjedoči kako je Darije naslijedio pokrajinu prilikom dolaska na vlast. Najizglednije je kako je Horazmiju osvojio Kir Veliki, budući kako je njegov sin i Darijev prethodnik Kambiz II. uglavnom širio carstvo na Afriku. Na Herodotovom popisu perzijskih satrapija gdje se detaljno spominju visina njihovih poreza ili trupe iz Kserksove vojske, Horazmija je spomenuta zajedno s važnijom satrapijom Partijom pa se smatra kako je Horazmijom upravljao partski satrap. U doba Darija III. Kodomana Horazmija je postala neovisno kraljevstvo koje je oko 327. pr. Kr. sklopilo mirovni sporazum s Aleksandrom Velikim. Nedugo kasnije, horazmijski kraljevi počeli su kovati vlastiti novac po uzoru na seleukidske kraljeve, a njihove grobnice pronađene su kraj mjesta Koj-Krylgan-Kala.

## Vanjske poveznice
- Horazmija (Chorasmia), Livius.org, Jona Lendering  Arhivirana inačica izvorne stranice od 2. svibnja 2013. (Wayback Machine)
- Darije: Četiri carske liste, Livius.org  Arhivirana inačica izvorne stranice od 2. lipnja 2009. (Wayback Machine)
- Horazmija (HeritageInstitute.com)